# Бялковский, Леон
Леон Бялковский (пол. Leon Białkowski; 1 февраля 1885, с. Пасынки Подольской губернии (ныне Винницкая область Украины) — 22 января 1952, Люблин) — польский учёный-историк, архивист, доктор исторических наук (1910 год), профессор Католического университета Люблина, академик Польской Академии наук (1949).

## Биография
После окончания гимназии в Житомире, в 1904—1905 годах учился на юридическом факультете Киевского университета. Затем 1905—1910 изучал историю в Ягеллонском университете, а в 1910—1911 — стажировался в Парижской Сорбонне. Имел репутацию студента занятого исключительно обучением, не принимал участия в общественной и политической жизни.
В 1910 году получил докторскую степень в университете Кракова (тема диссертации — «Земля сандецкая»). В 1914 — доцент института истории Руси в польском университетском коллегиуме в Киеве. В 1918—1920 — приват-доцент Украинского государственного Камянец-Подольского университета. В 1919 эмигрировал в Польшу. Поселился в Калише, где стал заведующим Государственного архива.
В 1924—1926 читал курс лекций по истории средневековой России в познанском университете им. Адама Мицкевича, был доцентом семинаров по истории Восточной Европы.
С 1926 до начала второй мировой войны руководил Государственным архивом в Люблине. Экстраординарный профессор Католического университета Люблина с 1926, заведующий кафедрой истории средневековой Польши.
С 1929 — профессор. Преподавал историю Польши XV—XVII вв., в 1930—1933 — декан гуманитарного факультета, в 1933—1938 — проректор Католического университета.

## Научная деятельность
Автор более 150 научных трудов по социально-экономической истории отдельных районов Польши и Украины, в частности, Подолья XV—XVII вв.
Исследовал генеалогию польских шляхетских родов. Идеализировал времена польского господства на Украине.
Занимался также современной историей Польши, архивистикой, историей Люблина. Исследовал хозяйственно-экономические, правовые и культурные отношения Подолья.
С 1947 — член редакционного совета «Польского биографического словаря».
С 1949 — член-корреспондент Польской академии знаний.

## Избранная библиография
- Размышления р необходимости исследования прошлого человека / Rozważania o potrzebie badania przeszłości człowieka (1905)
- Из прошлого Шаргородщины / Z przeszłości Szarogrodczyzny (1907)
- Подолье в XVI веке / Podole w XVI wieku (1920)
- Поречье Мурахвы в XV—XVI веках (1920)
- На подольско-украинском прикордонье (1925)
- Наброски из жизни Великой Польши в XVII веке / Szkice z życia Wielkopolski w XVII wieku (1925)
- Статус города в XV—XVIII веках / Wilkierze XV—XVIII wieku (1928)
- Из архивов Замойских / Z archiwaljów zamojskich  (1929)
- Люблинская подкоморная книга XV века / Lubelska księga podkomorska XV wieku (1934)
- Люблин на старых торговых путях / Lublin na starych szlakach handlowych (1937)
- Начальная история восточного славянства / Początki dziejowe Słowiańszczyzny wschodniej (1949)
- Старейшие земские записи люблинской земли с 1409 года / Najstarsze zapiski ziemskie lubelskie z 1409 roku (1952)

## Награды
- Золотой Крест Заслуги
- Офицерский крест ордена возрождения Польши (1933).